# Stefan Kurzawski
Stefan Kurzawski (ur. 28 czerwca 1912 w Krotoszynie, zm. 11 września 1944 w Poznaniu) – polski działacz niepodległościowy, nauczyciel.

## Życiorys
Po ukończeniu krotoszyńskiego Gimnazjum im. Hugo Kołłątaja studiował wychowanie fizyczne na Uniwersytecie Poznańskim. Równolegle był nauczycielem w szkole podstawowej w Jarocinie, a następnie w poznańskim Gimnazjum im. Karola Marcinkowskiego, a także w Collegium Marianum w Pelplinie. Po obronie magisterium w 1937 został skierowany do Szkoły Podchorążych w Szczypiornie, gdzie odbył obowiązkową służbę wojskową. Po przejściu do rezerwy został nauczycielem gimnastyki w Gimnazjum w Rydzynie i pracował tam do mobilizacji w sierpniu 1939. Został wcielony do 56 pułku piechoty wielkopolskiej i podczas kampanii wrześniowej walczył nad Bzurą oraz bronił Warszawy, po kapitulacji powrócił do Krotoszyna. Początkowo był pracownikiem fizycznym, a następnie przyjął pracę księgowego w stolarni Lichtenthala. Od początku okupacji był zaangażowany w działalność konspiracyjną, po powstaniu w sierpniu 1943 krotoszyńskiego Inspektoratu Armii Krajowej Stefan Kurzawski został wybrany na komendanta obwodu. Po aresztowaniu w listopadzie 1943 kapitana Edwarda Bączkowskiego został inspektorem obwodów krotoszyńskiego i gostyńskiego. Po denuncjacji w lipcu 1944 został aresztowany przez Gestapo uwięziony w obozie w Żabikowie, stamtąd przewieziono go do poznańskiego Domu Żołnierza, gdzie był torturowany podczas przesłuchań. Na skutek odniesionych ran zmarł 11 września 1944.